# Риль, Алоиз
Алоис (Алоиз) Риль (нем. Alois Adolf Riehl; 27 апреля 1844, Боцен — 21 ноября 1924, Нойбабельсберг) — немецкий философ-неокантианец, представитель реалистического направления, родоначальник критического реализма. Главный труд — двухтомник «Философский критицизм и его значение для позитивной науки».

## Биография
Оказавшие влияние: Кант, Локк, Гельмгольц. Направление: неокантианство, эмпиризм, критический реализм, неопозитивизм.
Учился в Вене, Инсбруке и Мюнхене, окончил Грацский университет имени Карла и Франца (1866). Степень доктора философии получил в 1868 году защитив диссертацию в университете Инсбрука. Хабилитировался в Граце в 1870 году, затем там же приват-доцент, с 1873 г. экстраординарный профессор.
Профессор философии в Граце (с 1878 г.), с 1882 — во Фрейбурге, с 1895 — в Киле, с 1898 — в Галле, Берлине (1905—1917(9?)).
Его супруга приходилась тётей жене О. Гросса.
Почётный доктор Принстонского университета (1913).

## Сочинения
- Фридрих Ницше, художник и мыслитель / Пер. с нем. — М., 1901. — 112 с.
- Теория науки и метафизика с точки зрения философского критицизма = Der philosophische kriyizismus und seine bedeutung für die positive wissenschaft / Пер. с нем. Е. Ф. Корша. — Изд. 2-е. — М. : ЛИБРОКОМ, 2010. — 434 с. — (Из наследия мировой философской мысли: теория познания) — ISBN 978-5-397-01752-7